# Northeim
Northeim est une ville allemande située dans le sud du Land de Basse-Saxe (Niedersachsen en allemand).

## Histoire
| Appartenances historiques Duché de Brunswick-Lunebourg 1235-1269 Principauté de Brunswick-Wolfenbüttel 1269-1345 Principauté de Göttingen 1345-1463 Principauté de Calenberg 1463-1692 Électorat de Brunswick-Lunebourg 1692-1807 Royaume de Westphalie 1807-1813 Royaume de Hanovre 1814-1866 Royaume de Prusse (Province de Hanovre) 1866-1918 République de Weimar 1918-1933 Reich allemand 1933-1945 Allemagne occupée 1945-1949 Allemagne 1949-présent |

Le maire Johann Achterkirchen, en poste de 1759 à 1789, fit paver les rues et abattre les portes aux différentes entrées de la ville. Northeim compte 3400 habitants en 1820, contre 2600 habitants cinquante ans plus tôt.
C'est au XIXe siècle que la ville connut son véritable développement, grâce à la venue du chemin de fer en 1854. En 1878, Northeim devint un nœud ferroviaire entre Hanovre, Göttingen, la région du Solling et le massif du Harz. Au début du XIXe siècle, près d'un habitant sur trois (soit 2 500 personnes) travaille pour la Bahn. L'activité économique prit son envol à cette période : construction du Moulin de la Rhume (Rhumemühle) en 1865, usine à sucre en 1876, fabrique de cigares en 1900. Face à l'afflux de population des bourgades environnantes, il est décidé de procéder à la construction des premières habitations en dehors des murs de la ville.
La fin de la République de Weimar est marquée à Northeim par un fort taux de chômage et une instabilité politique, comme dans toute l'Allemagne. Les nazis gagnent les élections au Reichstag de juillet 1932 avec 62 % des voix, un score supérieur à la moyenne nationale. Le dirigeant local du NSDAP prend la mairie en 1934. Les juifs de la ville sont persécutés. Sur la centaine de juifs que comptait la ville au début des années 1930, un seul survit au nazisme après avoir été déporté au camp de concentration de Theresienstadt. Il revint vivre à Northeim après la guerre.
La ville est l'objet de l'étude monographique de William Sheridan Allen, Une petite ville nazie, sur le processus de délitement de la société locale (notariat...) induite par le totalitarisme nazi.
La ville fut la cible de trois bombardements alliés en 1944 et 1945.
L'immédiat après-guerre est marqué par les difficultés de ravitaillement de la population en matières premières. Ce n'est qu'en 1950 que la situation s'améliore et que le chômage recule.
La ville se développe au sud, en direction de Göttingen. Plusieurs grandes entreprises s'implantent dans les années 1950 et 1960, comme Thimm ou la Continental AG, dans la zone industrielle. Des centres commerciaux se développent à l'écart du centre-ville, l'activité dans la zone piétonne en pâtit.
En 1974, la réforme communale fait gagner 10 000 habitants à Northeim, en raison du rattachement de 15 localités à la ville-centre, qui abrite également l'administration de l'arrondissement (Landkreis).
En 1992, soit deux ans après la réunification allemande, l'armée quitte définitivement la caserne installée au nord de la ville.
Aujourd'hui, Northeim compte environ 30 600 habitants.

## Économie et infrastructures
Northeim est favorablement située le long de plusieurs grands axes de communication : l'autoroute A7 (axe Hambourg-Hanovre-Göttingen-Wurtzbourg), les axes ferroviaires Hanovre-Francfort-sur-le-Main, Göttingen-Nordhausen et Northeim-Ottbergen, ainsi que la route nationale 3.
Northeim se trouve à 20 kilomètres au nord de la ville universitaire de Göttingen, et à 16 kilomètres au sud d'Einbeck, une ville connue pour son activité brassicole.

## Curiosités
- Le centre historique, avec ses nombreuses maisons à colombages des XVIe et XVIIe siècles.
- Cloître St. Blasius, à l'origine de la ville. Aujourd'hui, on y trouve un restaurant.
- Église protestante St. Sixti
- Northeimer Seenplatte, une base de loisirs à trois kilomètres du centre-ville.

## Jumelages
- Gallneukirchen (Autriche) depuis 1992
- Cherbourg-en-Cotentin (France) depuis 1967
- Prudnik (Pologne) depuis 1990
- Magnanville (France) depuis 2003

## Personnalités
- Christoph Schmidt-Phiseldeck (1740-1801), historien allemand
- Georg Lockemann (1871-1959), chimiste né et mort à Hollenstedt
- August Pott (1806-1883), compositeur et violoniste allemand de la période romantique né à Northeim